# Кокшетауски езера
Кокшетауските езера (бивши Кокчетавски езера) (на казахски: Көкшетау көлдері; на руски: Кокшетауские озёра) са група от няколко десетки, предимно сладководни езера в северната част на Казахстан (Акмолинска и Североказахстанска област).
Кокшетауските езера са разположени в северната част на Казахска хълмиста земя, в Кокшетауските възвишения на височина от 200 до 500 m с обща площ от 3434 km². Котловините на езерата са с тектонски произход, бреговете им са гранитни, скалисти, на места обрасли с борови гори. Повечето от тях са пресноводни, дълбоки, никога не пресъхват, а някои от тях са проточни. Имат предимно снежно подхранване. Най-големите от тях са: Боровое (53°05′ с. ш. 70°17′ и. д. / 53.083333° с. ш. 70.283333° и. д.), Шчуче (52°59′ с. ш. 70°13′ и. д. / 52.983333° с. ш. 70.216667° и. д.), Малко Чебаче (Борово, 53°05′ с. ш. 70°08′ и. д. / 53.083333° с. ш. 70.133333° и. д.), Голямо Чебаче (53°07′ с. ш. 70°16′ и. д. / 53.116667° с. ш. 70.266667° и. д.), Зеренда (52°55′ с. ш. 69°07′ и. д. / 52.916667° с. ш. 69.116667° и. д.), Айдабул (52°45′ с. ш. 69°09′ и. д. / 52.75° с. ш. 69.15° и. д.) и др. Поради забележителния планински релеф около тях, чистите води и преятната природа езерата са привлекателно място за отдих и туризъм.